# Paracyprichromis brieni
Paracyprichromis brieni es una especie de peces de la familia Cichlidae en el orden de los Perciformes.

## Morfología
Los machos pueden llegar alcanzar los 11 cm de longitud total.

## Alimentación
Come zooplancton.

## Depredadores
En Zambia es depredado por Lepidiolamprologus mimicus.

## Hábitat
Es una especie de clima tropical que vive entre 23 y 28 °C de temperatura.

## Distribución geográfica
Se encuentra en África: lago Tanganika.